# Бакман, Аста
Аста Элисабет Бакман (фин. Asta Elisabeth Backman, урождённая — Инберг фин. Inberg; 4 февраля 1917, Вааса, Великое княжество Финляндское, Российская империя — 18 февраля 2010, Хельсинки, Финляндия) — финская актриса

 театра, кино и телевидения.

## Биография
Дочь плотника. Училась в ремесленное училище. Работала в газете «Ilkka», затем в 1940 году была принята в труппу театра в Ваасе.
Выступала также на сцене театра в Пори, Городского театра Лахти (1947—1953) и Финского национального театра (1945—1947 и 1953—1963).
В 1963 году играла в телевизионном театре «Yle» .
С 1946 года сыграла в более 80 фильмах, телефильмах и телесериалах.
В 1947—1953 годах была замужем за театральным деятелем Фрицем-Хуго Бакманом.

## Избранная фильмография
- Synnin jäljet (1946)
- Ylijäämänainen (1951)
- Veteraanin voitto (1955)
- Pastori Jussilainen (1955)
- Neiti talonmies (1955)
- Kustaa III (1963)
- Paha kulkee (1966)
- Kuuma kissa? (1968)
- Здесь, под Полярной звездой / Täällä Pohjantähden alla (1968)
- Kesyttömät veljekset (1969)
- Pohjantähti (1973)
- Runoilija ja muusa (1978)
- Olga (1978)